# Tetraioduro di difosforo
Il tetraioduro di difosforo è un solido cristallino arancione con formula P2I4 ed è stato usato come agente riducente in chimica organica. È un raro esempio di composto con fosforo nello stato di ossidazione +2 e può essere classificato come subalogenuro del fosforo. È il più stabile dei tetraalogenuri di difosforo.

## Sintesi e struttura
Il tetraioduro di difosforo è facilmente generato dalla disproporzione del triioduro di fosforo nell'etere secco:
{\displaystyle {\ce {2PI3->P2I4\ +\ I2}}}
Può anche essere ottenuto trattando tricloruro di fosforo (PCl3) e ioduro di potassio (KI) in condizioni anidre
Il composto adotta una struttura centrosimmetrica con un legame P-P di lunghezza pari a 2,230 Å.

## Reazioni

### Chimica inorganica
Il tetraioduro di difosforo reagisce con il bromo per formare miscele PI3-xBrx. Con lo zolfo, viene ossidato a P2S2I4, mantenendo il legame P-P. Reagisce con il fosforo elementare e l'acqua per produrre ioduro di fosfonio (PH4I), che viene raccolto tramite sublimazione a 80 °C.

### Chimica organica
Il tetraioduro di difosforo è utilizzato nella sintesi organica principalmente come agente deossigenante. È usato per deproteggere acetali e chetali in aldeidi e chetoni, e per convertire gli epossidi in alcheni e le aldossime in nitrili. Può anche ciclizzare i 2-amminoalcoli in aziridine e convertire gli acidi carbossilici α,β-insaturi in Ioduro α,β-insaturi.
Come prefigurato dal lavoro di Bertholet nel 1855 ,il tetraioduro di difosforo viene utilizzato nella reazione di Kuhn-Winterstein, la conversione dei glicoli in alcheni.